# Юридический факультет МГУ
Юриди́ческий факульте́т Моско́вского госуда́рственного университе́та имени М. В. Ломоно́сова (Юрфак МГУ) — один из трёх первых факультетов Императорского Московского университета, одно из старейших учебных заведений в России по подготовке юристов. Юридический факультет МГУ выступает в качестве образовательного учреждения высшего профессионального образования. В научной сфере представлен европейской школой права и рядом других научных школ.

## История факультета

### XVIII век
Согласно «Проекту об учреждении Московского университета» (1755) на юридическом факультете создавалось три кафедры (по числу ординарных профессоров): всеобщей юриспруденции (натурального, народного и римского права), российской юриспруденции (внутреннего государственного права) и политики (международного права). Такая структура юридического факультета и его учебная программа были предложены М. В. Ломоносовым в июне-июле 1754 года в его письме к И. И. Шувалову.
Занятия на юридическом факультете начались в 1758 году, так как первые шесть[уточнить] студентов должны были предварительно прослушать курсы на философском факультете. Этот год можно считать годом зарождения юридического образования в России. В течение первых десяти лет существования Московского университета единственным профессором юридического факультета был доктор права Венского университета Ф. Г. Дильтей, приглашённый преподавать практически все юридические дисциплины: естественное, народное, римское, гражданское, уголовное, государственное и вексельное право. 31 октября 1756 года он выступил с речью на тему «О нужде и пользе права» и 1 ноября начал читать всем студентам Московского университета лекции по естественному праву и истории. Из каталога лекций на 1757 год следует, что Ф. Г. Дильтей преподавал на латинском языке курсы естественного и народного права. За основу своих лекций он взял руководство немецкого правоведа Самуэля Пуфендорфа.
В каталоге лекций 1759 года сначала перечислялись науки, преподававшиеся на юридическом факультете, и назывался их преподаватель — Ф. Г. Дильтей, затем следовало указание на лекционные курсы, читавшиеся на медицинском факультете И. Х. Керштенсом, затем назывались преподаватели философского факультета и преподававшиеся ими науки. По уставу на юридическом и медицинском факультетах должно было быть по три профессора, а на философском — четыре (Ломоносов предлагал шесть, но Шувалов объединил некоторые специальности): философии (логика, метафизика, этика), физики, истории и красноречия. Каждый студент, прослушав трёхлетний курс на философском факультете, мог продолжить обучение на юридическом, медицинском факультетах или же остаться на философском факультете для углублённого изучения преподаваемых на нём наук.
В 1763/1764 учебном году на юридическом факультете не оказалось ни одного студента и в 1764 году куратор Московского университета В. Е. Адодуров отправил Дильтея в отставку, объяснив это тем, что тот не старался о пользе университета и учащихся, «употреблял все рачение к одному своему прибытку, и в своих лекциях також и в смотрении за пенсионерами против ево обязательства оказался нерадив, студенты же и к слушанию его лекций никакого желания не оказывали и ходить на оные не хотели».
Вместо Ф. Г. Дильтея был приглашён Карл-Генрих Лангер, который 11 августа 1764 года прочитал пробную публичную лекцию и, получив должность профессора, стал читать на юридическом факультете курс всеобщей юриспруденции по руководству И. Г. Винклера, а затем — естественное и народное право по Даниэлю Неттельбладту) и политику. В 1764/1765 учебном году на юридическом факультете числился только один студент; затем их число выросло — курсы Лангера слушали Семён Десницкий, Иван Третьяков, Алексей Артемьев, .
С 9 марта 1766 года правовые науки на юридическом факультете стали преподавать два профессора: был восстановлен после рассмотрения его жалобы в Правительствующем Сенате Ф. Г. Дильтей.
На юридическом факультете 17 августа 1767 года прочитали пробные лекции (на латинском языке) учившиеся ранее в Московском университете — Семён Десницкий и Иван Третьяков, вернувшиеся из Шотландии в Россию, где завершали образование в университете Глазго. Там они получили степени докторов юриспруденции.
15 января 1768 года в газете «Московские Ведомости» появилось знаменательное сообщение:

«С сего 1768 году в Императорском Московском университете, для лучшего распространения в России наук, начались лекции во всех трех факультетах природными Россиянами на Российском языке. Любители наук могут в те дни и часы слушать, которые оным в лекционном каталоге назначены»
В это время на факультете было только четверо учащихся; из них, впервые прослушав полный курс лекций, в 1770 году окончили юридический факультет двое: студенты Иван Борзов и Алексей Артемьев.
В 1773 году на юридическом факультете Московского университета была открыта кафедра русского законоведения. С 1778/1779 учебного года свои лекции перенёс с философского факультета на юридический И. М. Шаден.
В апреле 1782 года на факультет был приглашён Ф. Г. Баузе, который начал полноценное преподавание только в 1787 году чтением лекций по энциклопедии, истории и метода наук и художеств. Со следующего учебного года он стал читать курс юридической энциклопедии, а с 1791 года — римское право (сначала по Гейнекцию и Генферу, затем по Шмальцу) и историю римского права — по Баху.
С 1786 года русское законоведение и практические в нём упражнения стал преподавать Захар Аникеевич Горюшкин.
В 1787 году вместо Десницкого Институции Юстиниана в сравнении с российскими законами, историю римского и российского права и всеобщую юридическую энциклопедию стал читать ординарный профессор Иоганн Пургольд.
Студентам предлагались также следующие чтения: теория законов по Монтескьё и этика (Шнейдер), естественное и народное право (М. И. Скиадан).

### XIX век

#### Отделение нравственных и политических наук
Нравственно-политический факультет (отделение нравственных и политических наук) был создан (1804) в соответствии с Уставом 1804 на базе существовавшего в Московском университете юридического факультета и просуществовал до 1835 года, когда по Уставу 1835 был вновь преобразован в юридический факультет. В состав факультета входило 7 кафедр:
- догматического и нравоучительного богословия;
- толкования Священного писания и церковной истории;
- умозрительной и практической Философии;
- естественного, политического и народного права;
- гражданского права и уголовного судопроизводства Российской империи;
- права знатнейших как древних, так и нынешних народов;
- дипломатики и политической экономии.

Программа юридического факультета была расширена за счёт экономических, философских и богословских предметов. Главной задачей факультета являлась подготовка государственных служащих, преимущественное внимание уделялось юридическому образованию.
Среди юридических предметов на факультете преподавалось римское право (Ф. Г. Баузе, Л. А. Цветаев, российские законы и практическое судопроизводство (З. А. Горюшкин, Н. Н. Сандунов), гражданское и уголовное право, всеобщая энциклопедия права (Христиан-Юлий-Людвиг Штельцер, Л. А. Цветаев), история русского права (С. А. Смирнов, М. Я. Малов).
К философским курсам, читавшимся на факультете, относились логика и метафизика (А. М. Брянцев), нравственная (практическая) философия (Х. Е Рейнгард, М. М. Снегирёв), естественное право (И. Ф. Буле, Х. Е Рейнгард, М. М. Снегирёв), история философии (И. Ф. Буле, М. М. Снегирёв). Профессор И. Ф. Буле впервые в Московском университете начал преподавание новейших систем немецкой классической философии (в 1806). Однако полноценное преподавание философии на факультете прекратилось в 1821 году и возобновлено не было (Министерством народного просвещения и духовных дел философия была отнесена к «неблагонадёжным наукам»).
Кафедру политической экономии на факультете занимали Х. А. Шлёцер, Н. А. Бекетов, Н. С. Васильев. Шлёцер издал (1805) первый в России учебник по политической экономии «Начальные основания государственного хозяйства».
Преподавание церковных предметов долгое время ограничивалось лишь курсом церковной истории и права (М. М. Снегирёв). С 1819 курс церковной истории был объединён с введённым по указанию министерства обязательным для всех студентов преподаванием «богословия и христианского учения» (лекции читали Г. А. Левицкий, архимандрит Иннокентий, иерей П. М. Терновский, включённые в штат профессоров факультета).
На факультете преподавали также М. И. Скиадан, А. П. Рогов. В последующие годы преподавать юридические науки в Московском университете стали: Д. Е. Василевский, И. В. Васильев.
В 1811 году кафедра «прав знатнейших как древних, так и нынешних народов» перешла от Ф. Г. Баузе к Л. А. Цветаеву, а кафедра «прав гражданского и уголовного судопроизводства» — от З. А. Горюшкина к Н. Н. Сандунову, лекции которого в 1813—1815 годах слушал Д. Н. Свербеев.
Ко времени появления нового университетского устава в 1835 году на кафедре «права общего и частного гражданского и уголовного в Российской империи» преподавал декан отделения нравственных и политических наук Н. С. Васильев, на кафедре «прав знатнейших древних и новых народов» — Ф. Л. Морошкин и по кафедре «прав естественного, политического и народного» П. А. Иовский.
Количество студентов факультета колебалась от 50 в 1800-е гг. до 270 на рубеже 1820—1830-х гг., когда этот факультет (наряду с медицинским) являлся наиболее посещаемым в Московском университете. В это время здесь учились М. Ю. Лермонтов, Н. П. Огарёв, А. А. Краевский, Я. И. Костенецкий и др. В то же время на факультете практически отсутствовали защиты докторских и магистерских диссертаций, слабо шло пополнение преподавательского состава.

#### Юридический факультет (с 1835 года)
Новый Устав, утверждённый 26 июля 1835 года предусматривал уже отдельный факультет, предназначенный для обучения юриспруденции — юридический. В состав юридического факультета входило семь кафедр:
1. Энциклопедия или общее обозрение системы законоведения, российские государственные законы (законы основные, законы о состояниях и государственные учреждения);
2. Римское законодательство и история онаго;
3. Начала общенародного правоведения;
4. Гражданские законы, общие, особенные и местные;
5. Законы благоустройства и благочиния;
6. Законы о государственных повинностях и финансах;
7. Законы полицейские и уголовные.

Было предусмотрено также преподавание будущим юристам церковного законоведения, римской словесности (латинского языка и литературы Древнего Рима), русской словесности (русского языка и русской литературы), всеобщей истории (истории Древнего мира, Средних веков и Нового времени), всеобщей статистики, физики, философии, русской истории, статистики Российской империи и политической экономии (А. И. Чивилёв). Кроме того, преподавались современные иностранные языки (немецкий, французский и английский), музыка, танцы и фехтование.
После преобразования нравственно-политического факультета в юридический, осенью 1835 года был составлен предварительный вариант учебной программы юридического факультета Московского университета. Согласно этому плану в течение первого полугодия первого года обучения студентам должны были преподаваться: догматическое и нравоучительное богословие (4 часа в неделю), римская словесность (4 часа), всеобщая история (8 часов), физика (4 часа), немецкий язык (4 часа). Во втором полугодии читались: церковная история (4 часа в неделю), римская словесность (4 часа), русская словесность (4 часа), всеобщая история (4 часа), всеобщая статистика (4 часа), физика (4 часа), немецкий язык (4 часа) и французский язык (4 часа).
В первом полугодии второго года обучения преподавалось: церковное законоведение (2 часа в неделю), энциклопедию законоведения (8 часов), философию (4 часа), русскую историю (8 часов), российскую статистику (4 часа), политическую экономию (4 часа), немецкий язык (3 часа), французский язык (3 часа). Во втором полугодии — энциклопедию законоведения (8 часов в неделю), философию (4 часа), русскую историю (8 часов), российскую статистику (4 часа), политическую экономию (4 часа), немецкий язык (3 часа) и французский язык (3 часа).
В первом полугодии третьего года обучения: история римского законодательства (8 часов в неделю), гражданские законы, общие, особенные и местные (8 часов), законы благоустройства и благочиния (8 часов), законы о государственных повинностях (4 часа), законы полицейские и уголовные (8 часов). Во втором полугодии: история римского законодательства (8 часов в неделю), гражданские законы, общие, особенные и местные (8 часов), законы полицейские и уголовные (8 часов), начала общенародного правоведения (8 часов), законы о государственных финансах (4 часа).
В первом полугодии последнего, четвёртого, года обучения студентам юридического факультета должны были преподаваться: гражданские законы, общие, особенные и местные (8 часов в неделю), законы полицейские и уголовные (8 часов); во втором полугодии — гражданские законы, общие, особенные и местные (8 часов в неделю), законы полицейские и уголовные (8 часов).
С 1841 года добавилось преподавание гражданского права Царства Польского; с 1844 года — курс истории русского права; с 1857 года — государственное право европейских держав.
Новая программа преподавания юридических наук повлекла за собой перемены в преподавательском коллективе: перевёлся на философский факультет П. А. Иовский; на юридическом появились молодые преподаватели Н. И. Крылов (римское право), С. И. Баршев и П. Г. Редкин (философия и энциклопедия права). Н. С. Васильев оставался на кафедре «законов о государственных повинностях и финансах» до 1845 года.
В следующие годы коллектив юридического факультета московского университета пополнился такими преподавателями как В. Н. Лешков, И. Н. Данилович и К. Д. Кавелин. В 1848 году на место П. Г. Редкина на кафедру энциклопедии права и российских государственных законов пришёл С. Н. Орнатский, а вместо К. Д. Кавелина на кафедре истории русского законодательства стал преподавать Н. В. Калачов, которого вскоре (1853) практически полностью заменил И. Д. Беляев.
В 1847 году на кафедре «законов о государственных повинностях и финансах» стал преподавать в должности адъюнкта Ф. Б. Мильгаузен.
В 1850 году в качестве адъюнкта кафедру «начал общенародного правоведения» занял М. Н. Капустин.
Согласно параграфу 15 университетского устава 1863 года на юридических факультетах учреждались следующие кафедры при тринадцати профессорах и шести доцентах: 1) Энциклопедия права: а) Энциклопедия юридических и политических наук, б) История философии права; 2) История важнейших иностранных законодательств древних и новых; 3) История Русского права (И. Д. Беляев, С. А. Петровский, П. Н. Мрочек-Дроздовский); 4) История Славянских законодательств; 5) Римское право: а) История Римского права, б) Догматика римского гражданского права, в) Византийское право; 6) Государственное право: а) Теория государственного права, б) Государственное право важнейших иностранных государств, в) Русское Государственное право; 7) Гражданское право и гражданское судоустройство и судопроизводство; 8) Уголовное право и уголовное судоустройство и судопроизводство; 9) Полицейское право: а) Учение о безопасности (законы благочиния), б) Учение о благосостоянии (законы благоустройства); 10) Финансовое право: а) Теория Финансов, б) Русское Финансовое право; 11) Международное право; 12) Политическая экономия и статистика; 13) Церковное законоведение.
Студенты первого курса изучали следующие дисциплины: богословие (3 часа в неделю — Н. А. Сергиевский), русская история (4 часа в неделю — С. М. Соловьёв), всеобщая история (2 часа в неделю — Ф. Б. Мильгаузен), статистика (2 часа в неделю — И. К. Бабст), энциклопедия права (6 часов в неделю — М. Н. Капустин, затем — Н. А. Зверев), латинский язык.
На втором курсе преподавались: полицейское (общественное) право (6 часов в неделю — В. Н. Лешков), история римского права (3 часа в неделю — Н. И. Крылов, затем — Н. П. Боголепов), история русского законодательства (6 часов в неделю — И. Д. Беляев), государственное право (4 часа в неделю — Б. Н. Чичерин), история философии права (2 часа в неделю — П. Д. Юркевич), политическая экономия (4 часа в неделю — И. К. Бабст).
На третьем курсе студенты изучали: римское право (3 часа в неделю — Н. И. Крылов), уголовное право (2 часа в неделю — С. И. Баршев), гражданское право (3 часа в неделю — В. Н. Никольский), финансовое право (6 часов в неделю — Ф. Б. Мильгаузен), судебная медицина (4 часа в неделю — В. А. Легонин), история важнейших иностранных законодательств древних и новых (4 часа в неделю — Ф. М. Дмитриев).
На последнем четвёртом курсе преподавались: римское право (5 часов в неделю — Н. И. Крылов), уголовное судопроизводство (3 часа в неделю — С. И. Баршев), гражданское судопроизводство (3 часа в неделю — В. Н. Никольский), международное право, (3 часа в неделю — М. Н. Капустин), история важнейших иностранных законодательств древних и новых (4 часа в неделю — Ф. М. Дмитриев).
С 1868 года на юридическом факультете стала преподаваться русская словесность (Н. С. Тихонравов); курс истории средних веков начал читать В. И. Герье. С 1877 по 1887 год лекции по государственному праву европейских государств читал М. М. Ковалевский.
С 1881 года уголовное право преподавал Г. Е. Колоколов.
С 1884 года гражданское право читал Ю. С. Гамбаров; с 1885 года русское государственное право — А. С. Алексеев.
Римское право преподавали также профессора Московского университета Н. П. Боголепов, С. А. Муромцев и П. Е. Соколовский.

### XX век
В начале века на факультете преподавали А. Э. Вормс, Е. Н. Трубецкой, Г. Ф. Шершеневич.
В годы становления Советской власти (1917—1931) юридический факультет подвергся структурным преобразованиям. Ныне существующий Юридический факультет воссоздан в структуре МГУ 7 марта 1942 года. 24 июня 1954 года в состав МГУ включён Московский юридический институт.   В советский период на юридическом факультете работали классики правовой науки: А. Я. Вышинский, Д. Л. Златопольский, А. А. Мишин, С. Ф. Кечекьян, А. А. Добровольский, О. Э. Лейст, А. Ф. Клейнман, Л. А. Лунц, Е. А. Флейшиц, И. Б. Новицкий, И. С. Перетерский, А. Д. Зайкин, В. П. Грибанов, Е. М. Ворожейкин, С. М. Корнеев, М. С. Строгович, М. Л. Якуб, С. А. Голунский, О. И. Чистяков, Л. Я. Гинцбург, Н. Г. Александров, Н. Ф. Кузнецова, М. В. Турецкий, А. Н. Трайнин, Г. И. Тункин, Ю. М. Козлов, Н. Я. Куприц, Г. В. Барабашев и многие другие.

#### Факультет советского права
В период с 1925—1930 гг. юридический факультет носил название «Факультет Советского права».

### XXI век
В структуре факультета имеется ряд студенческих организаций. Студенты факультета имеют доступ к богатому библиотечному фонду МГУ.
Историю факультета можно изучать в стенах Музея Юридического факультета МГУ им. Ломоносова, хранящего бесценный материал по истории развития и становления факультета.
До сентября 2013 года факультет находился в 1-м гуманитарном учебном корпусе, где частично занимал 6-й, 7-й и 8-й этажи, и во 2-м гуманитарном учебном корпусе, где располагалась кафедра криминалистики.
С начала 2013/2014 учебного года факультет располагается в новом 4-м учебном корпусе.

#### Образовательный процесс
Юрфак МГУ включает систему довузовского, вузовского и послевузовского образования.
Так, существуют подготовительные курсы для абитуриентов (очная форма обучения — дневная и вечерняя). Срок обучения 1 год.
Раньше подготовка специалистов-юристов осуществлялась в течение 5 (для второго высшего — 3,5) лет.
С сентября 2011 года юридический факультет перешёл на болонскую систему (4+2), предполагающую двухуровневое высшее образование (бакалавриат, 4 года + магистратура, 2 года).
Существуют аспирантура и докторантура.

## Деканы
1. Баузе, Фёдор Григорьевич (1805—1806) — высшее образование получил на юридическом факультете Лейпцигского университета. В апреле 1782 года получил приглашение занять кафедру профессора права в московском университете. В июне 1805 года был избран деканом нравственно-политического отделения московского университета, 13 июля 1807 года утверждён в должности ректора университета.
2. Рейнгард, Христиан Егорович (1806—1808, 1812) — профессор философии Кёльнского университета; в 1803 году приехал в Россию и был определён на кафедру практической философии. Преподавал студентам этико-политического и словесного отделений историю философских систем до своей смерти в 1812 году.
3. Брянцев, Андрей Михайлович (1808—1809, 1811—1812, 1818—1819) — после окончания Московского университета преподавал в университетской гимназии. В университете на протяжении почти полувека читал курс логики и метафизики, «нравственной философии», «эмпирической психологии» и истории философских систем.
4. Шлецер, Христиан Августович (1809—1810) — выпускник Гёттингенского университета. Стал первым преподавателем политической экономии в московском университете (1801—1826); также читал политику, курс истории европейских государств, политическую экономию, естественное право и дипломатику по своим книгам.
5. Штельцер Христиан (1810—1811) — прибыл в Московский университет из Галльского. До 1812 года преподавал почти все науки, входившие тогда в состав юридического образования.
6. Снегирев, Михаил Матвеевич (1813—1815) — выпускник Московского университета. В 1813 году был избран деканом этико-политического отделения и членом временной комиссии для управления делами Университета после нашествия Наполеона. Принимал активное участие в восстановлении Университета после пожара 1812 года. Написал учебник по церковной истории, преподавал церковное право. С 1815 года был цензором.
7. Сандунов, Николай Николаевич (1815—1816, 1819—1820, 1828—1830, 1831—1832) — работать в университете начал в звании ординарного профессора и занял кафедру русского, гражданского и уголовного права (судопроизводства) Российской империи. Деканом нравственно-политического отделения был до самой смерти.
8. Цветаев, Лев Алексеевич (1816—1818, 1820—1828, 1830—1831, 1832—1834) — после окончания Московского университета, в 1801 году был отправлен за границу, где стал доктором философии Гёттингенского университета. В 1831 году, в связи с 25-летием пребывания в профессорской должности, получил звание заслуженного ординарного профессора университета. В 1834 году возглавил кафедру политического и народного права, одновременно являясь университетским цензором.
9. Терновский, Пётр Матвеевич (1834—1835) — протоиерей, первый настоятель университетского храма; с 1828 года — профессор богословия и церковной истории, церковного законоведения, с 1848 года — логики и опытной психологии.
10. Васильев, Николай Семёнович (1835—1839) — выпускник Московского университета, с 1828 по 1835 год на нравственно-политическом отделении университета читал лекции по политической экономии и дипломатии, историю римского права и римское гражданское право, российское уголовное право; с 1835 года — начала русского гражданского права по Своду Законов Российской Империи. Содержал в своём московском доме пансион для студентов университета.
11. Крылов, Никита Иванович (1839—1847) — с 1835 года занял в Московском университете кафедру римского права, которую оставил в 1872 году. Курс Крылова имел характер философского размышления над римским нравом. По своим научным воззрениям на право Крылов был ярким выразителем исторической школы юриспруденции.
12. Баршев, Сергей Иванович (1847—1863) — занимал кафедру уголовного и полицейского права в московском университете в течение 42 лет. В 1876 году уволился из Московского университета, имея чин тайного советника.
13. Лешков, Василий Николаевич (1863—1866, 1867—1872, 1877—1880) — выпускник Главного педагогического института, с 1845 ординарный профессор международного и полицейского права; его избрание во второй раз в январе 1866 года деканом вызвало, по воспоминаниям А. В. Никитенко, «настоящее восстание против ректора и совета», которое подняли профессора Дмитриев и Чичерин «со своими приверженцами — всего семь человек; …дошло дело до министра, который не одобрил действий меньшинства».
14. Чичерин, Борис Николаевич (1866—1867) — кандидат прав Московского университета (1849 г.), с 1861 года профессор по кафедре энциклопедии законоведения и «российских государственных законов»; в январе 1866 года избран деканом юридического факультета, а в мае 1867 года большинство университетского совета в нарушение элементарных основ академической конституции по требованию министра народного просвещения отменило избрание и утвердило на новое пятилетие В. Н. Лешкова.
15. Мильгаузен, Фёдор Богданович (1872—1876) — окончил курс юридического факультета Московского университета в 1842 г. С 1847 года утверждён адъюнкт-профессором по кафедре законов о государственных повинностях и финансах, с 1861 г. экстраординарный, с 1870 г. по защите диссертации на степень доктора государственного права утверждён ординарным профессором по кафедре финансового права. В 1872 году получил звание заслуженного профессора.
16. Легонин, Виктор Алексеевич (1880—1899) — окончил курс медицинского факультета в Московском университете и занял в нём кафедру судебной медицины. Впервые для студентов юридического факультета был введён курс судебной медицины.
17. Алексеев, Александр Семенович (1899—1909) — выпускник юридического факультета Московского университета (кандидат 1873 г.), в 1885—1911 годах профессор кафедры государственного права, читал лекции по истории политических учений. В 1896—1906 гг. директор Московской практической академии коммерческих наук. В 1911 году покинул университет в связи с Делом Кассо.
18. Камаровский, Леонид Алексеевич (1909—1912) — граф, воспитанник юридического факультета Московского университета (1868 г.), с 1881 года ординарный профессор кафедры международного права; один из инициаторов создания в Париже Международного института права, с 1891 года — его действительный член. Стремился обосновать международное право началами естественного права и требованиями «справедливости»; рассматривал вопросы ограничения «права войны», разоружения, мирные средства разрешения международных споров. Идеи Камаровского в известной мере были использованы при создании судебного органа в системе Лиги Наций, а также Международного суда ООН.
19. Гидулянов, Павел Васильевич (1913—1917) — учёбу совмещал с работой помощником присяжного поверенного, окончил юридический факультет Московского университета в 1898 г., через 10 лет стал одним из самых молодых ординарных профессоров, возглавив в 1908 году кафедру церковного права; специалист по семейному праву. В 1910—1913 годах возглавлял стипендиальную комиссию при юридическом факультете университета. Одновременно преподавал государственное право в Лазаревском институте восточных языков. В 1933 году был арестован по сфабрикованному ОГПУ делу «Контрреволюционной националистической организации „Партия Возрождения России“» и приговорён к десяти годам исправительно-трудовых лагерей. В 1937 году повторно осуждён и расстрелян.
20. Тарасов, Иван Трофимович (1917—1918), юридическое образование получил в Училище правоведения (Петербург), в 1889 году назначен на должность ординарного профессора полицейского (административного) права Московского университета, с 1910 года Заслуженный профессор; находясь на службе в Московском университете, основал кабинет административного права, учредил в Бердичевском уезде Киевской губернии народное училище, ссудо-сберегательное товарищество, общественную лавку и народную чайную; принимал большое участие в учреждении Рубежевской колонии для малолетних преступников.
21. Прокопович, Сергей Николаевич (1918) окончил Брюссельский университет, с 1910 — председатель статистического отделения Общества им. А. И. Чупрова при Московском Университете. С 1904 — член «Союза освобождения». С 1905 — член партии кадетов, издатель журнала «Без заглавия». В 1917 г. назначен министром торговли и промышленности Временного правительства; весной 1918 вошёл в «Союз возрождения России». В начале 1918 г. избран профессором юридического факультета 1-го МГУ, вскоре стал его деканом.
22. Новицкий, Иван Борисович (1918—1919), поступил на юридический факультет университета, где стал отличником и был освобождён от платы за обучение. С 1 октября 1918 года — доцент юридического факультета. Постановлением Совета Университета от 28 декабря 1918 г. ему поручены обязанности декана юридического факультета. С 1917 по 1932 годы преподавал земельное право в Московском межевом институте. Редактировал «Гражданский кодекс РСФСР. Практический комментарий», состоял в Московской городской коллегии адвокатов. Автор 129 печатных работ.
23. Винавер, Александр Маркович (1919—1921) в 1919 году избирается деканом ФОН 1-го МГУ (до 1921). Преподавал гражданское право и обязательственное право. В январе 1940 года Особой коллегией НКВД осуждён к лишению свободы на срок 8 лет за участие в антисоветской организации. 19 августа 1944 года, в связи с потребностью в специалистах по римскому частному праву, досрочно освобождён. В марте 1947 года создал кружок «Мысли и Речи» («МИР»), что вызвало негодование райкома ВКП(б).
24. Гурвич, Георгий Семёнович (1921—1924) в 1924—1926 гг. преподавал в Белорусском государственном университете. С 1930 — профессор 1-го МГУ, председатель союзной секции Института советского строительства при РАНИОН. Специалист в области государственного права, политического строя современной Англии и Советской Конституции.
25. Гойхбарг, Александр Григорьевич (1924—1925) в октябре 1917 переходит на сторону советской власти, в 1919—1924 гг. — член РКП(б). Участник гражданской войны, областной комиссар юстиции. В 1921—1924 гг. участвовал в разработке советского законодательства первого периода НЭПа и руководил работой по составлению Гражданского кодекса РСФСР. С 1924 — председатель президиума правового отделения ФОН, заведующий кафедрой гражданского права ФОН. В конце 1940-х гг. был арестован и до 1956 г. находился в заключении.
26. Вышинский, Андрей Януарьевич (1925), с 1915 года служил председателем Якиманской районной управы и комиссаром милиции. В 1920 году вступил в партию большевиков. Служил в Наркомпроде, занимался адвокатской практикой в качестве члена коллегии защитников. С декабря 1921 года — сверхштатный профессор МГУ. В 1922—1923 годах вёл на правовом отделении ФОН 1-го МГУ семинар по истории социализма.
27. Бранденбургский, Яков Натанович (1925—1929) в 1902 за участие в студенческом движении был исключён из Новороссийского университета (Одесса). Делегат 4-го съезда РСДРП (1906), затем — член Петербургского комитета партии. Подвергался репрессиям царского правительства. Окончил юридический факультет Сорбонны. В 1934—1938 гг. — член Верховного суда СССР. Специалист по гражданскому праву. Преподавал брачное, семейное и опекунское право.
28. Челяпов, Николай Иванович (1929—1930) после окончания юридического факультета МУ в 1912 году помощник присяжного поверенного, занимался в Музыкально-драматическом училище Московского филармонического общества по классу фортепиано, был директором и руководителем музыкального сектора Государственной академии искусствознания, а в 1932—1936 гг. был первым председателем Союза композиторов СССР. В 1925—1926 гг. читал курс «Государственное право СССР и союзных республик» на государственно-административном отделении Факультета советского права 1 МГУ. С 1922 года ректор Московского института хозяйственного права им. К.Маркса, с 1928 директор Института советского права РАНИОН. В 1937 директор Института права АН СССР, был арестован по обвинению в участии в контрреволюционной террористической организации, в 1938 расстрелян. Реабилитирован 19 ноября 1955.
29. Климов М. Е. (по большинству существующих версий, Михаил Ефимович) (1930 г.) — профессор, декан ФСП 1-го МГУ с 15 февраля по 22 октября 1930 г. В 1927—1930 гг. — профессор Высшей школы ОГПУ. Позже — начальник Московского Главного управления Рабоче-крестьянской милиции. Необоснованно репрессирован и в 1938 г. расстрелян. Реабилитирован в 1956 г.
30. Берман, Яков Леонтьевич (1931) — участник Гражданской войны, член ВКП(б). Вёл семинар по уголовному процессу на правовом отделении Факультета общественных наук 1-го МГУ. В 1925—1926 гг. — прокурор при коллегии Верховного суда РСФСР. В 1932—1937 гг. — заместитель председателя Верховного Суда РСФСР, директор Института красной профессуры советского строительства и права. Весной 1937 г. арестован, в сентябре приговорён к 10 годам заключения без права переписки, в тот же день расстрелян.
31. Кожевников, Фёдор Иванович (1942—1943, 1944—1949) — заведующий кафедрой международного права с 1942 г. по 1960 г. С 1960 г. профессор МГИМО. Член Комиссии международного права ООН (Женева), член Международного суда ООН (Гаага), член Постоянной палаты третейского суда в Гааге, делегат Всемирного конгресса сторонников мира.
32. Удальцов, Иван Дмитриевич (1943) выпускник юридического факультета Московского университета (1912 г.), работал помощником присяжного поверенного при Московской судебной палате. С 1924 г. — профессор правового отделения ФОН по кафедре экономической политики. В 1925 г. назначен членом деканата Факультета советского права 1-го МГУ. В 1929 назначен директором 1-го МГУ, на этой должности состоял до 1930 г., после — профессор политэкономии. В 1943 был одновременно утверждён деканом восстановленного в марте 1942 г. юридического факультета и деканом экономического факультета МГУ.
33. Амфитеатров, Георгий Никитович (1943—1944) получил образование на правовом отделении ФОН 1-го МГУ (1922-25 гг.), преподавательскую деятельность в МГУ начал по окончании аспирантуры, в 1929 г. Преподавал хозяйственное, промышленное и земельное право. В 1931 г., был назначен заместителем директора по учебной части и одновременно заведующим кафедрой гражданского права Московского юридического института на базе МП-', которой бессменно руководил до 1937 г. В 1935 г. получил без защиты диссертации учёную степень кандидата юридических наук. Владел французским и немецким языками. С 1942 г. — штатный профессор, и. о. заведующего кафедрой гражданского права и процесса МГУ, заместитель декана юридического факультета МГУ по учебной части. Исполнял обязанности штатного декана с осени 1943 г. до августа 1944 г.
34. Кожевников, Михаил Васильевич (1950—1953) работал членом военно-революционного трибунала, председателем губернского революционного трибунала и заведующим отделом юстиции, губернским прокурором, прокурором при НКЮ РСФСР, председателем краевых судов, членом Президиума Верховного суда РСФСР, начальником отдела судебной защиты и юридической помощи населению НКЮ СССР. С 1942 преподаёт на юридическом факультете Московского университета.
35. Лашин, Анатолий Григорьевич (1953—1956). Доктор юридических наук, профессор. В 1965 защитил докторскую диссертацию на тему: «Возникновение и развитие форм социалистического государства». Сферу научных интересов составляли проблемы организации и деятельности социалистических государств.
36. Карев, Дмитрий Степанович (1956—1965) — слушатель Высшей военной воздухоплавательной школы, наблюдатель-корректировщик артиллерийской стрельбы с воздуха, красный командир. Юридическую науку стал изучать заочно в Иркутском университете, затем перевёлся в МГУ. В 1945—1946 гг. — помощник Главного обвинителя СССР на Нюрнбергском процессе, полковник военной юстиции. С 1951 — заведующий кафедрой уголовного процесса.
37. Иванов, Георгий Васильевич (26.02.1965 — 31.03.1980), участвовал в ВОВ, был тяжело ранен, потерял руку. В 1942 работал на фабрике «Гознак» в Краснокамске Молотовской обл. Окончил аспирантуру на кафедре колхозного и земельного права МЮИ. В 1954 г. переведён на аналогичную кафедру юридического факультета МГУ. С 1959 по 1965 гг. — заместитель декана юридического факультета МГУ по научной работе. В течение многих лет был секретарём партбюро юридического факультета.
38. Козлов, Юрий Маркович (31.03.1980—21.06.1982) — доктор юридических наук, профессор, заслуженный деятель науки РСФСР. Участник Великой Отечественной войны. Родился в г. Бобруйске (09.09.1925. — 10.11. 2002 гг.). В 1964 году защитил докторскую диссертацию «Организационно-правовые вопросы участия трудящихся в советском государственном управлении на современном этапе». С 1954 по 1997 гг. работал на юридическом факультете МГУ — занимал должности преподавателя, доцента, профессора, заведующего кафедрой административного и финансового права, декана. В апреле 1997 года Ю. М. Козлов перешёл в МГЮА на должность профессора кафедры административного права.
39. Марченко, Михаил Николаевич (1982—1992) На факультете с 1972 г. С 1985 г. — заведующий кафедрой теории государства и права и политологии юридического факультета. Проректор МГУ (1992—1996 гг.), член Учёного Совета МГУ (1985—1996 гг.), заместитель председателя Учёного совета МГУ (1992—1996 гг.). В 1997 г. им был опубликован авторский учебник «Теория государства и права».
40. Суханов, Евгений Алексеевич (1992—2003) родился 8 апреля 1948 года в Москве. Председатель диссертационного совета по защите докторских диссертаций при МГУ, член специализированных научных советов по защите докторских диссертаций при ИЗСП, ИГП РАН. Один из организаторов Центра изучения римского права. Один из основных разработчиков Гражданского кодекса РФ. Член научно-консультативных советов ВАС РФ и ВС РФ. В течение ряда лет является вице-президентом Союза юристов России, избирается председателем Третейского суда при ТПП РФ и арбитром МКАС при ТИП РФ, возглавляет Центр содействия третейскому разбирательству споров.
41. Голиченков, Александр Константинович (2003 — наст. вр.) на факультете с 1981 г. В 1995 г. избран заведующим кафедры экологического и земельного права. С 1994 по 2003 гг. был. учёным секретарём Совета факультета. Декан и председатель Учёного совета юридического факультета с марта 2003 г. Член диссертационных советов по защите кандидатских и докторских диссертаций юридического факультета МГУ, член экспертного совета ВАК России. Лауреат конкурса молодых учёных МГУ (1985 г.), премии юридического факультета МГУ за научную работу (1996 г.), почётного звания «Зеленый человек года» (2001 г.).

## Структура факультета
- Кафедра административного права — заведующий — профессор Николай Леонидович Пешин (с 2019 года).
- Кафедра гражданского права — заведующий — профессор, заслуженный деятель науки России Евгений Алексеевич Суханов (с 1974 года).
- Кафедра гражданского процесса — заведующий — профессор Валерий Владимирович Молчанов (с 2022 года).
- Кафедра истории государства и права — заведующий — профессор Владимир Алексеевич Томсинов (с 1993 года).
- Кафедра коммерческого права и основ правоведения — заведующая — доцент Елена Антоновна Абросимова (с 1992 года).
- Кафедра конституционного и муниципального права — заведующий — профессор, заслуженный деятель науки и заслуженный юрист России Сурен Адибекович Авакьян (с 1971 года).
- Кафедра криминалистики — заведующий — профессор Игорь Михайлович Комаров (с 2020 года).
- Кафедра международного права — и.о. заведующего — доцент Ольга Владимировна Кадышева (с 2012 года).
- Кафедра правовой информатики — и.о. заведующего — профессор, заслуженный юрист России Виктор Алексеевич Вайпан (с 2020 года).
- Кафедра предпринимательского права — заведующий — профессор, заслуженный юрист России Евгений Парфирьевич Губин (с 1981 года).
- Кафедра теории государства и права и политологии — заведующая — доцент Елизавета Александровна Фролова (с 2022 года).
- Кафедра трудового права — заведующий — профессор, заслуженный юрист России Александр Михайлович Куренной (с 2002 года).
- Кафедра уголовного процесса, правосудия и прокурорского надзора — заведующий — профессор Леонид Витальевич Головко (с 1992 года).
- Кафедра уголовного права и криминологии — и.о. заведующего — Павел Александрович Филиппов (с 2022 года).
- Кафедра финансового права — заведующей — Иван Владимирович Хаменушко (с 2023 года, ранее и.о. с 2021 года).
- Кафедра экологического и земельного права — заведующий — профессор, декан факультета, заслуженный деятель науки России Александр Константинович Голиченков (с 1981 года).
- Кафедра иностранных языков — заведующая — доцент Татьяна Ильинична Тарасова (с 1984 года).